# Linognathoides faurei
Linognathoides faurei – gatunek wszy z rodziny Polyplacidae. Powoduje wszawicę. Pasożytuje na gryzoniach z rodziny wiewiórkowatych takich jak: wiewiórka przylądkowa (Xerus inaurius), Xerus princeps.
Samica wielkości 2,0–2,15 mm, samiec osiąga wielkość 1,75–2,0 mm. U samców pierwszy segment anteny dłuższy niż u samic. Wszy te mają ciało silnie spłaszczone grzbietowo-brzusznie. Samica składa jaja zwane gnidami, które są mocowane specjalnym "cementem" u nasady włosa. Rozwój osobniczy trwa po wykluciu się z jaja około 14 dni. Występuje w Afryce na terenie Angoli, Botswany, Namibii, Zimbabwe.